# Komitet Nauk Geologicznych Polskiej Akademii Nauk
Komitet Nauk Geologicznych Polskiej Akademii Nauk – jeden z komitetów Polskiej Akademii Nauk. Komitet zajmuje się naukami geologicznymi.
Komitet Nauk Geologicznych Polskiej Akademii Nauk, początkowo jako Komitet Geologiczny PAN, istnieje od 1952 roku. Jednym z pierwszych, bardzo ważnych zadań Komitetu było sformułowanie kluczowych problemów badawczych, szczególnie istotnych dla rozpoznania budowy geologicznej Polski, która w wyniku II wojny światowej zmieniła w 3/5 swoje granice. Przez pewien czas Komitet również finansował badania naukowe. Obecnie Komitet działa przy Wydziale III Nauk Ścisłych i Nauk o Ziemi PAN. W kadencji 2020-2023 liczy 34 członków wybranych przez polską społeczność geologiczną uczelni wyższych, instytutów PAN i jednostek badawczo-rozwojowych. Komitet współpracuje z Międzynarodową Unią Nauk Geologicznych (IUGS) oraz współdziała m.in. w międzynarodowym programie geonauk (IGCP).
Wykonując swoje zadania Komitet opracował wiele ważnych dokumentów, w tym: „Zasady polskiej terminologii i nomenklatury stratygraficznej” (1975), „Polskie Zasady Stratygrafii” (2006) i „Regionalizację tektoniczną Polski” (2011). Wraz z Komitetem Planeta Ziemia PAN uczestniczył w organizacji i realizacji trzyletniego programu edukacyjnego IUGS i UNESCO „Światowy Rok Planeta Ziemia” (2007-2009).
W sprawach edukacji Komitet tworzył opinie dla Komitetu Badań Naukowych i Ministerstwa Nauki i Szkolnictwa Wyższego, zajmował stanowiska w sprawie trójstopniowych studiów geologicznych, w sprawie organizacji kształcenia w zakresie nauk geologicznych, w sprawie programów szkolnych uwzględniających geologię w nauczaniu geografii w szkole podstawowej i średniej oraz proponował sposoby upowszechniania wiedzy geologicznej. Komitet przedstawiał swe stanowisko w sprawie potencjalnych zagrożeń geologicznych dla lokalizacji elektrowni jądrowej w Polsce, w sprawie zakresu badań geologicznych terenów przeznaczonych pod lokalizację takiej elektrowni, problemów związanych z poszukiwaniem gazu ziemnego w skałach łupkowych w Polsce, organizacji służby geologicznej w Polsce i związanych z tym projektów ustaw sejmowych, a także dostępu do sztucznych odsłonięć skalnych i zmian w prawie geologicznym i górniczym. Komitet przygotował też opinie w sprawie zagrożenia globalnym ociepleniem i konieczności wielodyscyplinowych badań nad tym problemem. Opinie te spotkały się z krytycznymi komentarzami ze strony niektórych mediów, w stanowisku Komitetu Geofizyki PAN, na portalu Nauka o klimacie i na pokrewnym mu blogu popularnonaukowym.

## Stanowisko w sprawie zmian klimatu
Na posiedzeniu Komitetu Nauk Geologicznych PAN w Warszawie w dniu 14.11.2008 r. problemy zmian klimatu dyskutowali profesorowie: Janusz Kotlarczyk, Andrzej Żelaźniewicz, Leszek Marks, Ryszard Marcinowski, Krystyna Piotrowska, Marek Lewandowski (geolog), Krzysztof Jaworowski, Jerzy Żaba, Grzegorz Racki, Krzysztof Jakubowski (geolog) oraz Izabela Bojakowska. Główny wątek dyskusji dotyczył przyczyn ocieplania się klimatu oraz wzrostu zawartości CO2 w atmosferze:
Zgodzono się, iż procesy te mają charakter przede wszystkim naturalny. Rzeczywisty wkład człowieka w obserwowane obecnie zmiany jest niewielki. Dostarczycielem CO2 do atmosfery jest nie tylko przemysł, ale i hodowla zwierząt rzeźnych, z której trudno rezygnować. Zauważono, że podejmowane globalne działania, prowadzące do ograniczenia emisji CO2, mają głównie wydźwięk polityczny, a proponowane kary za przekroczenie limitów mogą mieć dramatyczne konsekwencje dla polskiej gospodarki. Ustalono, że społeczność geologów, którą reprezentuje KNG, powinna aktywnie włączyć się do publicznej dyskusji, wskazując na faktyczne przyczyny zachodzących procesów. Postanowiono, że Komitet sformułuje swoje stanowisko w sprawie zmian klimatu oraz zagrożenia globalnym ociepleniem oraz zadba o możliwie najszersze jego rozpowszechnienie.
12 lutego 2009 roku Komitet Nauk Geologicznych Polskiej Akademii Nauk wydał oświadczenie w sprawie zagrożenia globalnym ociepleniem. Dokument zawiera wiele argumentów
dotyczących kontrowersji globalnego ocieplenia. Oświadczenie to jest wykorzystywane w mediach. M.in. Marek Rabij pisze
w lutym Komitet Nauk Geologicznych Polskiej Akademii Nauk stwierdził w oficjalnym stanowisku, że teza o wpływie człowieka, a konkretnie przemysłu na zmiany klimatyczne nie znajduje na razie uzasadnienia w wynikach badań.
Część z tych argumentów jest dyskutowana w stanowisku Komitetu Geofizyki PAN (zajmującego się badaniami fizyki atmosfery) w sprawie współczesnej zmiany klimatu z czerwca 2009.
Stanowisko KNG PAN z 2009 r. zostało surowo skrytykowane przez Marcina Popkiewicza i prof. Szymona Malinowskiego na łamach portalu Nauka o klimacie.
9 grudnia 2019 r. KNG opublikował zaktualizowane stanowisko w debacie klimatycznej. Zostało ono nominowane w konkursie na Klimatyczną bzdurę roku 2019 za stwierdzenie, że w okresie MEL ludzie przemieszczali się saniami przez całkowicie zamarznięty Bałtyk. Doczekało się też krytycznej oceny na blogu popularnonaukowym oraz portalu Nauka o Klimacie. Stanowisko KNG zostało przyjęte tuż przed wyborami, podczas których zmienił się znacznie skład Komitetu Nauk Geologicznych PAN.